# Nationale Heilsfront
Die Nationale Heilsfront oder Nationale Rettungsfront (arabisch جبهة الإنقاذ الوطني, DMG ǧabhat al-inqāḏ al-waṭanī) ist ein Bündnis aus ägyptischen politischen Parteien, das gegründet wurde, um gegen die Verfassungserklärung vom 22. November 2012 des Präsidenten Mohammed Mursi anzugehen. Die Nationale Heilsfront umfasst mehr als 35 politische Gruppen aus ganz Ägypten. Der Friedensnobelpreisträger Mohammed el-Baradei ist ihr Koordinator.
Während der Proteste Anfang Dezember 2012 stellte die Front drei Forderungen an Mursi: seine Verfassungserklärung vom November aufzuheben, das für Ende Dezember angesetzte Referendum über die neue Verfassung abzusagen und die Bildung einer neuen Verfassunggebenden Versammlung. Mursi ging auf keine dieser Forderungen ein. Zunächst plante die Front, mit einer gemeinsamen Liste zur Parlamentswahl 2013 anzutreten. Ende Februar kündigte sie jedoch an, den für April geplanten Urnengang zu boykottieren. Das begründete sie damit, dass sie freie und faire Wahlen nicht gewährleistet sehe. Auch Mursis Dialogangebot schlug das Bündnis aus, da er aus ihrer Sicht bereits vollendete Tatsachen geschaffen habe.

## Zugehörige Parteien
Die Front besteht aus einer weiten Reihe an liberalen, linken und säkularen Gruppen, darunter sind folgende Parteien und Gewerkschaften:
- Nasseristische Partei
- Ägyptische Sozialdemokratische Partei[10]
- Partei Freiheitliches Ägypten
- Neue Wafd-Partei[10]
- Partei der Freien Ägypter
- Allgemeine Gewerkschaft der Farmer[11]
- Verfassungspartei
- Ägyptische Volksbewegung[10]
- Sozialistische Volksallianzpartei[4]
- Nationale Vereinigung für den Wandel[12]
- Nationalprogressive Unionistenpartei
- Demokratische Frontpartei[13]
- Konferenzpartei
- Partei der Würde
- Reform- und Entwicklungspartei[14]
- Sozialistische Partei Ägyptens
- Soziale Friedenspartei
- Partei Freiheitliches Ägypten
- Freiheitspartei
- Demokratische Generationspartei
- Ägypten-Partei
- Ägyptische Kommunistische Partei

## Schlüsselfiguren
Schlüsselfiguren der Front sind Mohammed el-Baradei, Hamdin Sabahi, Amr Mussa und Hussein Abdul Ghani. Sameh Aschur, eine weitere führende Figur, ist der Sprecher der Front. Chaled Dawud, einer der Sprecher der Organisation ist zugleich ein Mitglied der von der Muslimbruderschaft abgespaltenen Pionierpartei.
Abdel Moneim Abul Futuh, Kopf der Partei Starkes Ägypten, kritisierte die Heilsfront und sagte, dass er niemals Organisationen mit Feloul („Überbleibseln“ der alten Mubarak-Regierung) beitreten werde.